# Latsch
Latsch (Italiaans: Laces) is een gemeente in de Italiaanse provincie Zuid-Tirol (regio Trentino-Zuid-Tirol) en telt 5006 inwoners (31-12-2004). De oppervlakte bedraagt 78,8 km², de bevolkingsdichtheid is 64 inwoners per km².

## Foto's

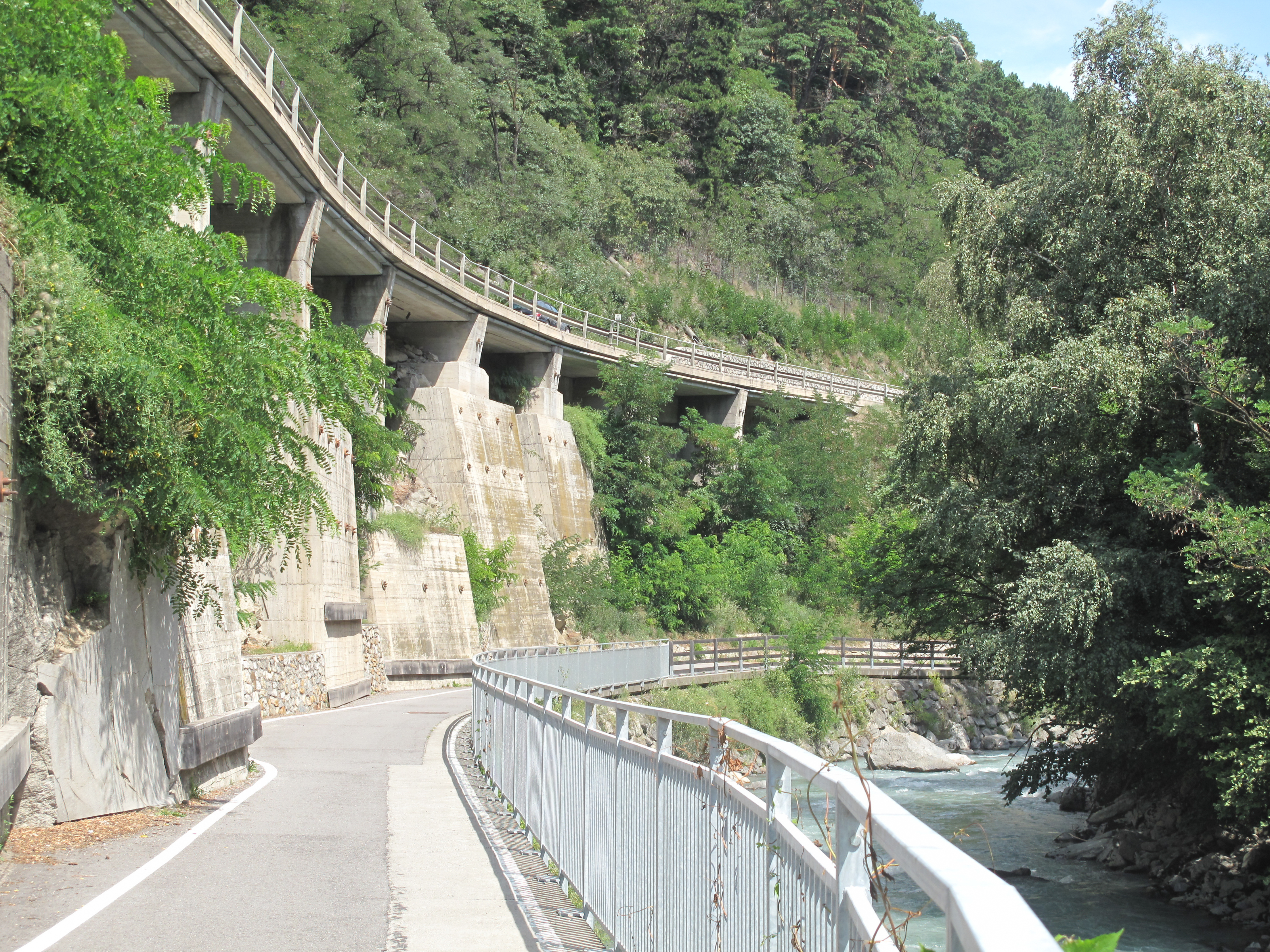
tussen Latsch en Kastelbell, wegpanorama
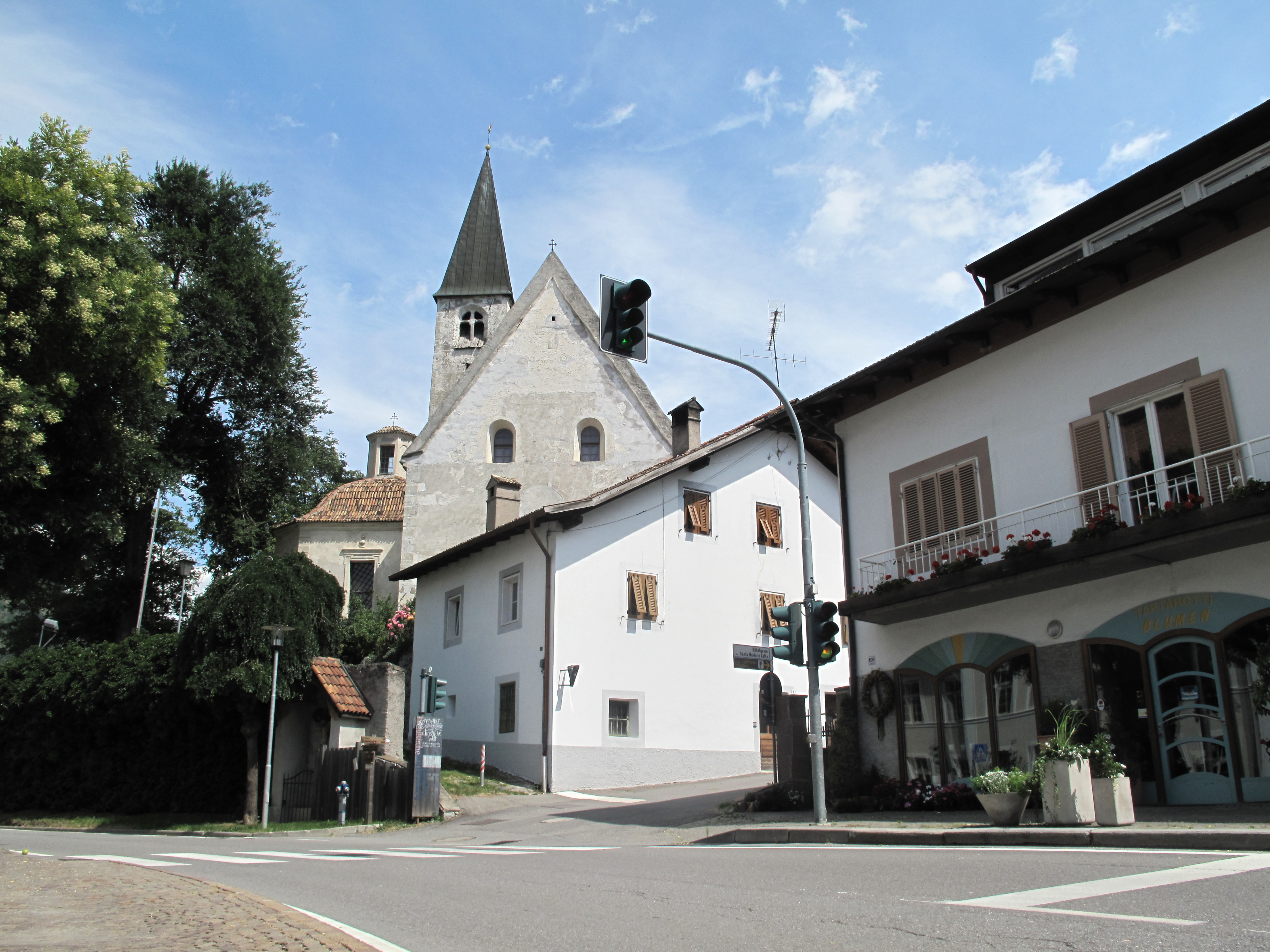
Latsch, kerk in straatzicht
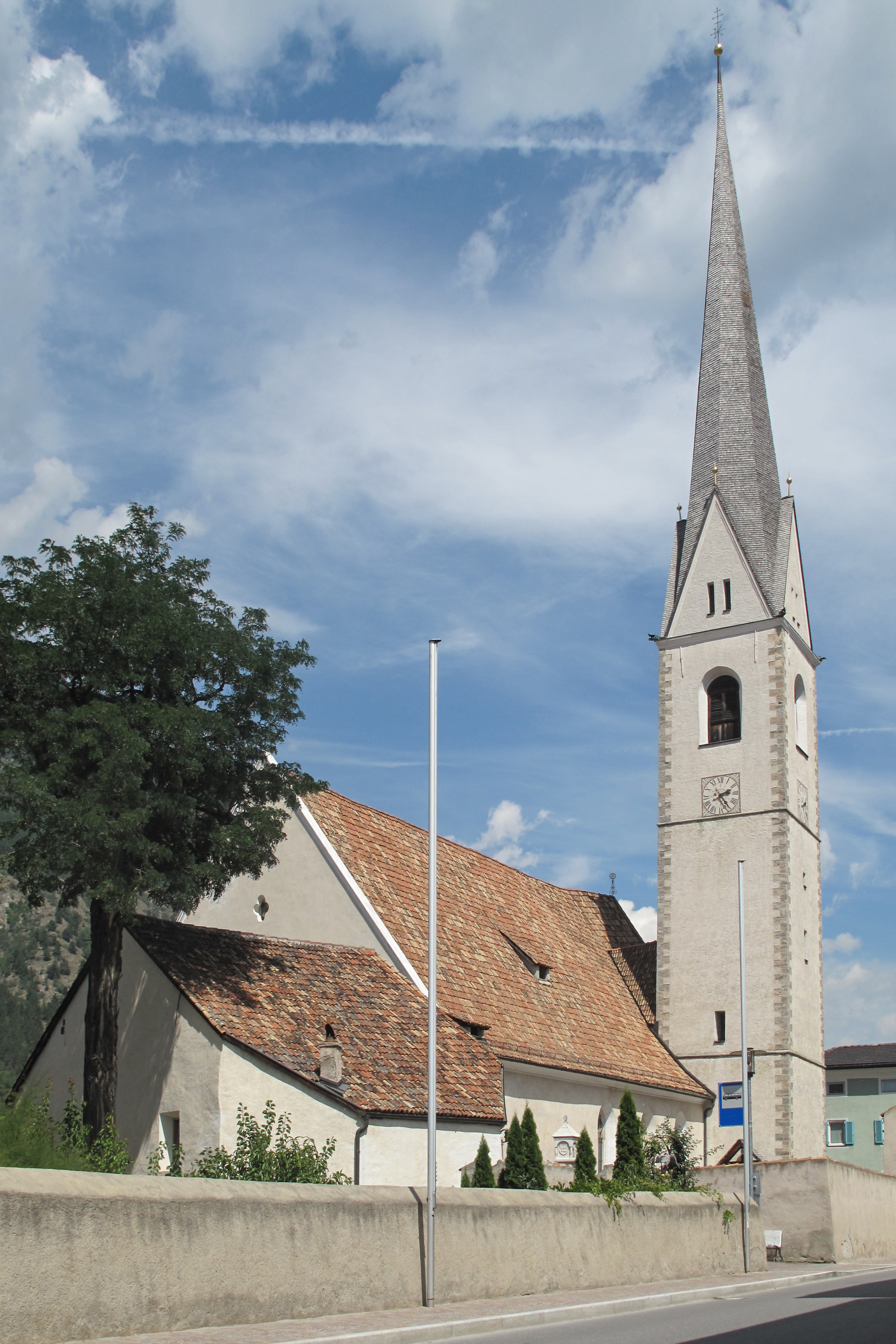
Latsch, kerk: Pfarrkirche St. Peter und Paul
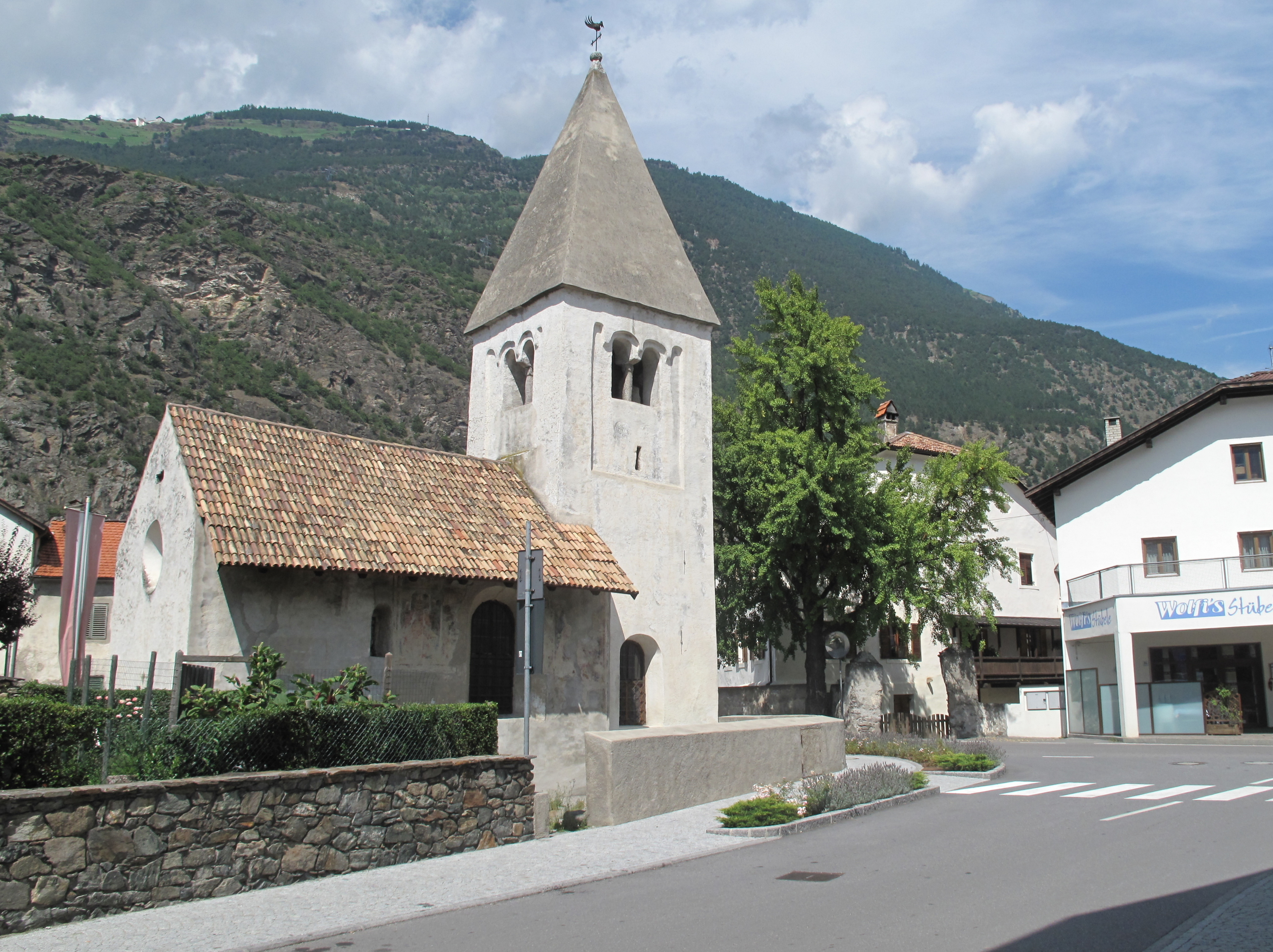
Latsch, kerk (Sankt Nikolaus Kirche) in straatzicht

## Geografie
Latsch grenst aan de volgende gemeenten: Kastelbell-Tschars, Martell, Schnals, Schlanders, Ulten.